# Parc Schulmeister
Le parc Schulmeister est un parc public de la ville de Strasbourg situé dans le quartier de la Meinau au sud de la ville. Il est parfois appelé parc de la Meinau.
Il est bordé par le Rhin Tortu (le « Krimmeri ») et la rue du même nom.

## Histoire
Le parc a été aménagé en 1807 pour accompagner le château construit par Charles Louis Schulmeister, il faisait alors près de 200 hectares. Schulmeister avait baptisé le domaine « Meine Aue », ma prairie en allemand. C'est de la que vient le nom de tout le quartier, la Meinau. Vendu en 1833 à un industriel, le château devient une sucrerie et le parc est planté de betteraves. Le château est détruit en 1874. 
Le parc de l'ancien château devient un parc public en 1933.
Il est aménagé sous sa forme actuelle en 1971, sa superficie est aujourd'hui de 7 hectares dont 1 hectare de plan d'eau.
Des travaux de rénovation ont lieu en 2010/2011.